# 新大王
新大王（しんだいおう、89年 - 179年）は高句麗の第8代の王（在位:165年 - 179年）。姓は高、諱は伯固（はくこ、ペクコ）または伯句（はくく、ペクク）。『三国史記』高句麗本紀・新大王紀には第6代太祖大王の末弟であり、165年10月に次大王が明臨答夫に討たれた後に、左輔の於支留（おしりゅう）らに推戴されて77歳にして王位に就いた。『三国遺事』王暦によれば、165年に新大王が太祖大王と次大王とを同時に殺し、王位に就いたとある。
『後漢書』では先代の遂成（次大王）の子、『三国志』では宮（太祖大王）の子とし、いずれの書においても後漢の順帝の陽嘉元年（132年）よりも前に王となったとする。『三国史記』高句麗本紀の中国関係記事については『三国志』『後漢書』を引用したものと見られるが、新大王から山上王にかけて、年数などに矛盾するものが多々見られる。

## 治世
即位2年目（166年）正月に大赦を行い、次大王の太子である鄒安が出頭してきたのでこれを許し、狗山瀬（くざんらい）・婁豆谷（るとうこく）の二地を与えて譲国君に封じたというように、反対勢力への懐柔を試みた。また、これまでの最高官爵であった左輔・右輔を国相と改め、初代の国相には明臨答夫を任命した。
168年、後漢の玄菟太守の耿臨が侵攻してきて敗戦を喫し、新大王は自ら降伏して高句麗は玄菟郡に組み入れられることとを願い出た。172年11月にも後漢から大軍で攻められ、高句麗政権内部では対処方針で意見が割れることとなった。正面から真っ向勝負をすべしとの意見が大勢を占める中で、国相の明臨答夫が持久戦に持ち込むことを提案し、結果としてこの持久戦が成功し、後漢軍は撤退することとなった。さらに、明臨答夫は撤退した後漢軍を追撃して壊滅させたので、王はその功を称え、坐原と質山とを食邑として与えた。
在位15年にして179年12月に91歳で死去し、故国谷に埋葬されて新大王と諡された。